# Y Quynh Bđăp
Y Quynh Bđăp (sinh ngày 16 tháng 5 năm 1992) là một người Êđê và nhà hoạt động nhân quyền, đấu tranh cho sự tự do tôn giáo của người Thượng theo đạo Tin Lành ở Tây Nguyên, được biết đến là người đồng sáng lập tổ chức xã hội dân sự Người Thượng vì Công lý. Ông bị chính quyền Việt Nam cáo buộc liên quan đến vụ tấn công trụ sở chính quyền ở Đắk Lắk năm 2023 và yêu cầu Thái Lan dẫn độ ông khi đang tị nạn ở nước này. Tuy nhiên các tổ chức nhân quyền nghi ngờ sự cáo buộc như vậy là oan ức với mục đích nhằm đàn áp các tổ chức dân sự xã hội ôn hòa, và quan ngại về sự an toàn của ông khi bị dẫn độ về nước.

## Xuất thân và hoạt động
Y Quynh Bđăp là một người người Êđê theo đạo Tin lành trú tại buôn Cuê, xã Băng Adrênh, huyện Krông Ana, tỉnh Đắk Lắk. Cha của ông là Y Phô Êban, bị chính quyền Việt Nam cáo buộc tham gia FULRO, lôi kéo người dân biểu tình chống Nhà nước và bị xử phạt 3 năm tù giam. 
Năm 2009, khi còn là học sinh tại Trường Đào tạo nghề thanh niên dân tộc Đắk Lắk (nay là Cao đẳng Công nghệ Tây Nguyên), ông bị công an tạm giữ vì cáo buộc phát tán ca khúc tuyên truyền cho FULRO và lôi kéo học sinh tham gia tuyên truyền chống phá nhà nước. Nhưng theo ông Y Quynh, thì ông đã bị giam giữ và bị tra tấn dã man trong 4 ngày vì đòi công lý và tự do tôn giáo cho người Thượng.
Tháng 2 năm 2012, ông bị công an tỉnh Đắk Lắk bắt tạm giam 5 tháng để điều tra tội "Phá hoại chính sách đoàn kết" theo Điều 87 Bộ Luật Hình Sự.
Tháng 12 năm 2013, ông lại bị tạm giữ vì sinh hoạt Hội thánh tư gia. Theo báo Công an Nhân dân thì ông bị đưa ra "kiểm điểm trước dân" vì đã tìm cách xúi giục, lôi kéo bà con chống phá chính quyền.
Theo ông Y Quynh, thì từ 2016 đến 2018, công an tỉnh Đắk Lắk liên tục thẩm vấn và ngăn cản ông sinh hoạt tôn giáo với Hội thánh Tin lành Đấng Christ vì chính quyền cho rằng hội thánh chưa đăng ký, và ép phải cải đạo và tìm cách bắt giữ ông.
Ông tị nạn tại Thái Lan từ tháng 8 năm 2018 và đã được Cao ủy Liên Hợp Quốc về Người tị nạn cấp quy chế tị nạn.
Tháng 7 năm 2019, Y Quynh Bđăp cùng với Y Phik Hdok, Y Pher Hdrue, Y Aron Êban và một số người khác sáng lập Người Thượng vì Công lý có tên tiếng Anh là "Montagnard Stand for Justice - MSFJ" tại Thái Lan và hoạt động tại Mỹ từ tháng 4 năm 2023. Tổ chức này bị chính quyền Việt Nam cho là tổ chức ngoại vi của Uỷ ban cứu trợ Người vượt biển.

## Cáo buộc khủng bố
Tháng 8 năm 2023, chính phủ Việt Nam đã phát lệnh truy nã và yêu cầu Thái Lan dẫn độ Y Quynh Bđăp với cáo buộc "khủng bố" liên quan đến vụ nổ súng vào trụ sở công an ở hai xã Ea Tiêu và Ea Ktur, huyện Cư Kuin, tỉnh Đắk Lắk hồi tháng 6 tháng 2023 khiến 9 người tử vong. Tháng 1 năm 2024, ông Y Quynh đã bị kết án 10 năm tù vắng mặt. Ngày 6 tháng 3 năm 2024, Bộ Công an Việt Nam chính thức quy cho tổ chức Người Thượng vì Công lý là tổ chức khủng bố.
Tuy nhiên theo ông Y Phic Hdok, người cùng với Y Quynh Bdap đồng sáng lập tổ chức Người Thượng vì Công lý, nói rằng tổ chức thường viết báo cáo về vi phạm nhân quyền đối với người dân tộc thiểu số ở khu vực Tây Nguyên và gửi cho Liên Hiệp Quốc. Ông Y Phic Hdok bác bỏ cáo buộc khủng bố và khẳng định nhóm của ông chỉ hoạt động một cách ôn hòa.
Ngày 11 tháng 6 năm 2024, Y Quynh Bđăp bị cảnh sát Thái Lan bắt sau khi phỏng vấn với đại sứ quán Canada về đơn xin tị nạn của ông tại nước này. Ông bị giam giữ tại nhà tù Remand ở Bangkok để chờ xét xử xem ông có bị dẫn độ về Việt Nam hay không.
Các chuyên gia của các tổ chức nhân quyền cho rằng cho rằng tổ chức phi chính phủ Người Thượng vì Công lý đã bị chính phủ Việt Nam liệt vào danh sách một tổ chức khủng bố một cách oan ức và nêu lên mối lo ngại về khả năng một người Thượng đang bị giam giữ ở Việt Nam đã bị tra tấn đến chết vào tháng 3/2024. Ngày 14 tháng 6 năm 2024, tổ chức Theo dõi Nhân quyền ra thông cáo cho rằng họ không có thông tin về khả năng Y Quynh Bđăp có liên quan đến vụ nổ súng nói trên, "nhưng đặc biệt quan ngại về sự an toàn của ông và việc ông bị xét xử không công bằng ở Việt Nam".